# ورنتهام (ماساچوست)
ورنتهام(به انگلیسی: Wrentham) شهرکی در شهرستان نورفولک ایالت ماساچوست می‌باشد که در سال ۱۶۷۳ بنیان‌گذاری شده‌است. این شهرک در سرشماری سال ۲۰۱۰ میلادی، ۱۰٬۹۵۵ نفر جمعیت داشته‌است.